# Morrin Centre
Das Morrin Centre ist ein historisches Gebäude in der kanadischen Stadt Québec. Es befindet sich an der Chaussée Écossais im Zentrum der Altstadt und dient als englischsprachiges Kulturzentrum. Außerdem ist es der Sitz der Literary and Historical Society of Quebec, der ältesten Gelehrtengesellschaft Kanadas. Das Gebäude im Stil des Palladianismus entstand im frühen 19. Jahrhundert und diente zunächst als Gefängnis, danach von 1862 bis 1902 als Schulgebäude. Seit 1981 ist das Morrin Centre als nationale historische Stätte eingestuft.

## Geschichte
Während der französischen Herrschaft befand sich am Standort des heutigen Morrin Centre ab 1712 die königliche Redoute, die an die Stadtmauern anschloss. Sie wurde hauptsächlich als Kaserne genutzt, aber auch als Lager für Kriegsgefangene. Nach der Eroberung durch die Briten im Jahr 1759 diente die Redoute zunächst als städtisches Gefängnis, ab 1787 als militärisches Lagerhaus. 1808 wurde sie abgerissen.
Zwischen 1808 und 1813 entstand das heutige Gebäude mit T-förmigem Grundriss, nach Plänen des Architekten François Baillairgé, der den damals beliebten palladianischen Stil anwendete. Es diente in den folgenden fünf Jahrzehnten als Gefängnis und war das erste auf kanadischem Boden, wo die Prinzipien des britischen Strafvollzugsreformers John Howard umgesetzt wurden. Aufgrund der damals strengen Gesetzgebung, die auch für kleine Vergehen Haftstrafen vorsah, war das Gefängnis bald stark überbelegt und genügte den Ansprüchen nicht mehr. 1867 wurde es geschlossen und die Gefangenen zogen in eine neue Anstalt auf der Abraham-Ebene um (heute Teil des Musée national des beaux-arts du Québec).

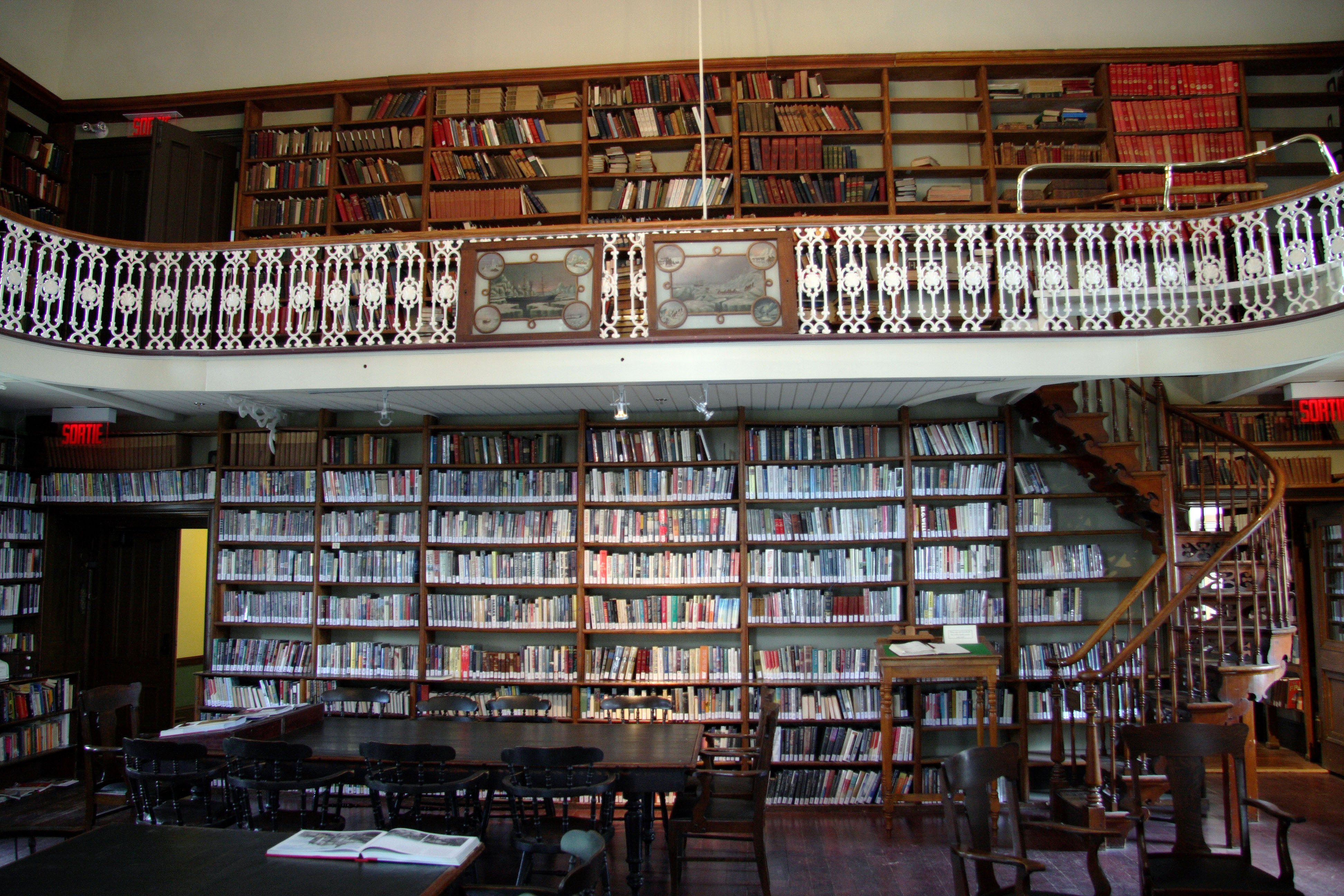
Bibliothekssaal

1862 wurde gemäß dem Vermächtnis des früheren Bürgermeisters Joseph Morrin das Morrin College gegründet. Das erste englischsprachige höhere Bildungsinstitut in Québec war zunächst in den Räumlichkeiten der örtlichen Freimaurer untergebracht und bezog 1868 das ehemalige Gefängnis. Durch die Zusammenarbeit mit der McGill University in Montreal konnte die Schule Bachelor-Grade vergeben, ebenso bildete sie presbyterianische Geistliche aus. Ab 1885 waren auch Frauen zugelassen, wegen der allgemein geringen Schülerzahl war die Ausbildung koedukativ (was damals außergewöhnlich war). Schüler- und Geldmangel hatten 1902 die Schließung der Schule zur Folge.
Ebenfalls 1868 zog die Literary and Historical Society of Quebec ins Gebäude ein. Sie war 1824 von Generalgouverneur Lord Dalhousie gegründet worden und ist die älteste bis heute existierende Gelehrtengesellschaft Kanadas. Seit jeher sammelt sie Dokumente, macht seltene Manuskripte zugänglich und publiziert historische Forschungsergebnisse. Darüber hinaus betreibt sie eine öffentliche Bibliothek mit ausschließlich englischsprachigen Werken. Das Morrin Centre ist heute allgemein ein anglophones Kulturzentrum und nimmt dabei eine besondere Rolle in einer überwiegend frankophonen Stadt ein.